# Équité
Pour les autres significations, voir Équité (informatique).
L'équité, du latin aequitas (« esprit de justice, égalité, juste proportion ») est un principe impliquant le juste traitement, le respect absolu de ce qui est dû à chacun. Ainsi, l'équité est la vertu qui permet d’appliquer la généralité de la loi à la singularité des situations concrètes et qui vise à instaurer une égalité de droit, en tenant compte des inégalités de fait.
La notion d'équité appelle celles d'impartialité et de justice, et se rapproche de celle d'égalité des chances (relevant plutôt du domaine de l'éthique) tandis que la notion d'égalité se rapproche de l'égalité de traitement (relevant plutôt du domaine de la morale), bien que ces notions soient proches.
Dans la société humaine, l'équité permet une discrimination positive adaptant les conséquences de la Loi (souvent générale) aux circonstances et à la singularité des situations et des personnes (spécificités historiques, socioculturelles liées aux passés et cultures individuelles).

## Étymologie
Le terme français est un emprunt savant datant de la fin du XIIIe siècle au latin classique aequitas dérivant lui-même de aequus « égal » puis « impartial ». Dans son usage latin, aequitas peut signifier « égalité », « équilibre moral », « esprit de justice » ou encore « juste proportion ». À l'instar de sa signification latine, le terme français s'inscrit dans le registre de la justice naturelle pour désigner la juste appréciation de ce qui est dû à chacun. Dans le registre religieux, on parlera d'« équité divine » ou encore d'« équité suprême » pour désigner la justice divine. La notion d'équité est enfin parfois opposée aux notions de droit positif ou de loi.

## Pour le philosophe et les évolutionnistes
Le sens humain de l'équité, lié aux idéaux d'impartialité et de protection du bien commun, a longtemps été une énigme évolutive car semblant aller à l'encontre des intérêts à court terme d'au moins une partie des individus, notamment dans un monde réputé dominé par des processus de concurrence, de compétitivité ou du « combat pour la survie ».
Les éthologues ont montré que l'Homme n'est pas la seule espèce à éprouver le sens de l'équité ; des primates non humains et d'autres animaux en sont ou en semblent dotés. Et ce sens en favorisant la cohésion du groupe social et de la société semble être un avantage du point de vue de la sélection naturelle.

## Équité et droit
Dans les pays de droit civil napoléonien, par exemple en France et en Belgique, l'équité est la partie non écrite du droit. Le juge civil, en effet, juge « en droit et en équité » et si aucune loi écrite ne s'applique à un litige qui lui est soumis, ou si la loi est obscure, le juge doit néanmoins « dire le droit » faute de se rendre coupable de déni de justice.
En revanche, en droit pénal, l'obscurité ou l'absence de loi écrite pertinente doit profiter à l'accusé.

L’équité existe aussi en droit international. Charles de Vischer, ancien juge de la Cour internationale de justice, a dédié un livre à l’équité dans les années 1970, comme l’a fait plus récemment la juriste  Catharine Titi, interprétant l’équité comme une mesure de justice en droit international,.

## Équité et développement durable
Dans le domaine du développement durable on parle aussi d'équité intergénérationnelle,, envers les jeunes ou plus âgés, ou envers les générations futures qui ne sont pas encore nées.

## Equité linguistique
Voir : equité linguistique (justice linguistique)

## Équité et santé publique
En santé publique, l’équité se rapporte à l’impartialité dans l’allocation de ressources ou le traitement des résultats entre différents individus ou groupes. Référence est généralement faite à l’équité horizontale et verticale.
 L’équité horizontale s’applique communément à un « traitement égal de besoin égal ». Par exemple, l’équité horizontale en matière d’accès aux soins de santé implique l’accès équitable à tous quels que soient les facteurs comme le lieu, l’ethnicité ou l’âge.
 En revanche, l’équité verticale porte sur la mesure dans laquelle les personnes dotées de caractéristiques différentes doivent être traitées différemment. Par exemple, le financement des soins de santé par le biais d’un régime d’assurance maladie peut exiger que, par solidarité, les personnes à revenus plus élevés contribuent davantage au système d’assurance que les personnes à revenus modestes.
La notion d’équité en santé publique soulève aussi la question des inégalités en matière de santé notamment les différences injustifiées qui sont observées alors qu’elles sont évitables.
Selon l'OMS, les hommes et les femmes doivent tous pouvoir améliorer ou préserver leur santé et leur bien-être.

### Équité algorithmique
Le développement des algorithmes d'apprentissage automatique et l'utilisation de ces algorithmes pour prendre des décisions et l'identification de biais algorithmiques a conduit au développement de la notion d'équité algorithmique.
Corbett-Davies et Goel 2018 distinguent trois définitions :
- l'anti-classification consiste à ne pas prendre en compte les variables susceptibles de discriminer (par exemple le genre ou la race)
- la parité de classification consiste à faire en sorte que la performance du modèle soit la même entre les différents groupes
- la calibration consiste à faire en sorte que les résultats conditionnellement au risque estimé soient indépendants des différents groupes.

Hamilton (2016) distingue aussi l'équité individuelle et l'équité de groupe. L'équité individuelle garantit que les individus aux caractéristiques similaires soient traités de la même manière tandis que l'équité de groupe traite les personnes des différents groupes de manière différente de manière à obtenir une égalité de résultats.